# 楚庫河國家公園
49°46′N 110°18′E / 49.767°N 110.300°E

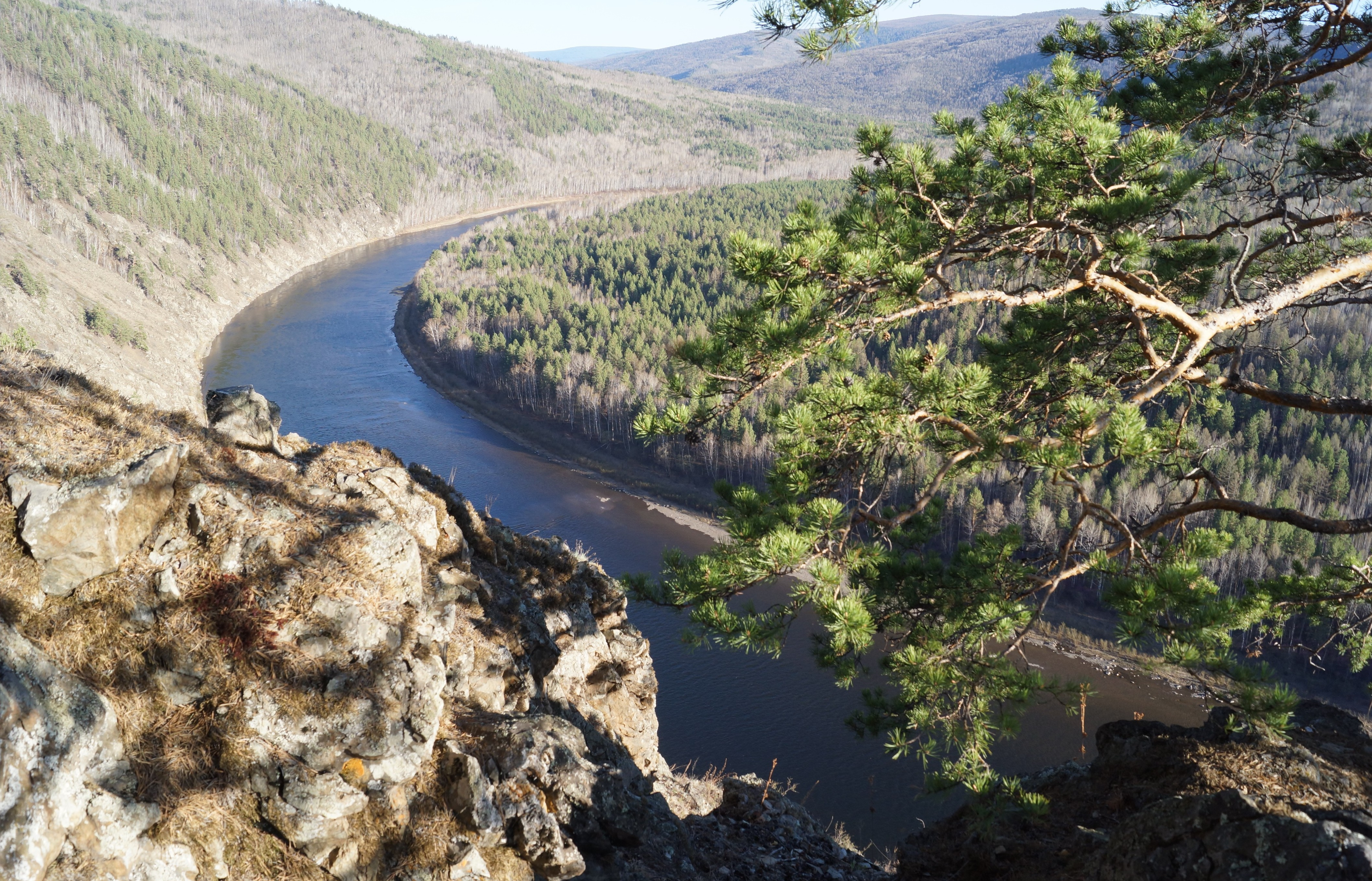

楚庫河國家公園是俄羅斯的國家公園，位於該國東北部楚科奇自治區，處於貝加爾湖東南面，成立於2014年，面積6,665平方公里，受副極地氣候影響。